# Sirótino
Sirótino - Сиротино (rus) - és un khútor del krai de Krasnodar, a Rússia. Es troba prop de la frontera amb l'óblast de Rostov, a la vora del riu Sirótinnaia, afluent del Kugo-Ieia, a 25 km al nord-est de Krilóvskaia i a 185 km al nord-est de Krasnodar, la capital.
Pertany al municipi de Kugoiéiskaia.